# Làn xe chở nhiều

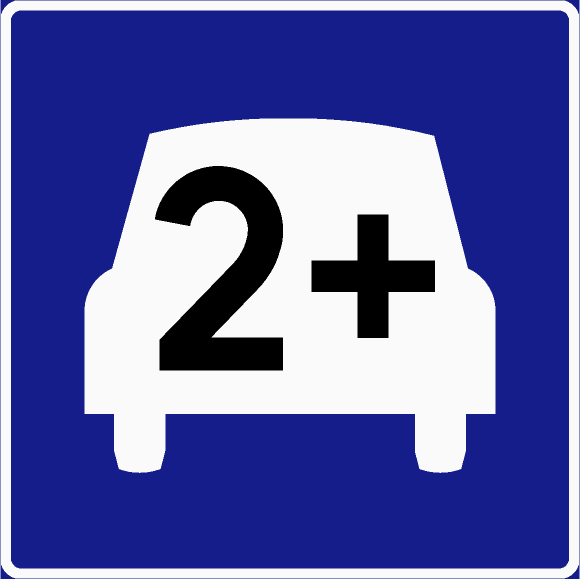
Biển báo hiệu làn xe chở nhiều ở Na Uy

Làn xe chở nhiều (còn gọi là làn đường HOV, làn xe chung, làn kim cương, làn 2+ và làn quá cảnh hoặc làn đường T2 hoặc T3) là làn đường giao thông, ở nhiều quốc gia, được dành riêng cho việc sử dụng phương tiện đang chuyên chở người lái cùng với một hoặc nhiều hành khách, bao gồm các xe đi chung, chở hàng chung, và vận chuyển công cộng như xe buýt. Giới hạn này có thể chỉ được áp dụng trong giờ cao điểm hoặc có thể áp dụng mọi lúc. Lượng người tối thiểu cho mỗi xe bình thường là 2 hoặc 3 người. Nhiều khu vực pháp lý cho phép thêm các phương tiện khác, bao gồm xe máy, xe buýt điều lệ, phương tiện khẩn cấp và thực thi pháp luật, phương tiện khí thải thấp và các phương tiện xanh khác, và/hoặc phương tiện chở một người nhưng chấp nhận trả thêm phí. Làn đường HOV thường được tạo ra để tăng lượng người trung bình cho mỗi xe đi lại, với mục tiêu giảm tắc nghẽn giao thông và ô nhiễm không khí, mặc dù hiệu quả của chúng có gây ra tranh cãi.
Các cộng đồng chia sẻ xe tồn tại ở nhiều nơi tại các quốc gia trên thế giới để hỗ trợ cho các xe để tăng công suất vận chuyển. Đối với những nơi không có dịch vụ như vậy, các ứng dụng chia sẻ xe trực tuyến có thể phục vụ một mục đích tương tự. Điểm đón xe chia sẻ rất phổ biến ở một số nơi, trong đó các tài xế đi một mình đón một hoặc nhiều hành khách để chia sẻ chuyến đi, và nhờ đó được phép sử dụng làn đường HOV. Làn xe chở nhiều hoặc trả phí (làn HOT), cho phép thêm xe lái đi một mình sử dụng với điều kiện phải trả thêm phí, đã xuất hiện tại Hoa Kỳ và Canada.